# LNER A4
LNER A4 – klasa lokomotyw parowych produkowana w latach 1935-1938 dla brytyjskiego przedsiębiorstwa kolejowego London and North Eastern Railway (LNER). Została zaprojektowana do prowadzenia luksusowych pociągów pasażerskich. Wyprodukowano 35 sztuk. Lokomotywa parowa nazwana „Mallard” osiągnęła 3 lipca 1938 na torze o łagodnym spadku światowy rekord prędkości dla trakcji parowej, który wynosi 202,77 km/h (126,1 mili/h). Mierzono średnią prędkość w pięciosekundowych odstępach czasu, rekordową wartość zmierzono 90 mil i 220 jardów od miejsca startu. Maszynistą parowozu podczas pobicia rekordu prędkości był Joseph Duddington, natomiast palaczem był Thomas Bray. Wcześniejszy rekord prędkości został ustanowiony przez niemiecki parowóz Baureihe 05. Lokomotywy były eksploatowane do 1966 roku. Kilka zostało zachowanych jako eksponaty zabytkowe.